# Somogyi György (orvos)
Somogyi György, Schön (Szeged, 1912. július 5. – Budapest, 1977. augusztus 10.) orvos, belgyógyász, egyetemi tanár, az orvostudományok kandidátusa (1957).

## Élete
Schön Manó (1882–?) illatszerkereskedő és Stillmann Jolán (1890–?) gyermekeként született zsidó családban. Tanulmányait a Bolognai Egyetem Orvostudományi karán végezte, ahol 1936-ban szerezte meg oklevelét. Hazatérése után belépett a Magyarországi Szociáldemokrata Pártba, majd részt vett a spanyol polgárháborúban, ahol a Münnich Ferenc által vezetett Nemzetközi Brigád zászlóaljorvosa, később orvosszázadosa lett. Időközben csatlakozott a Spanyol Kommunista Párthoz. A katalán front összeomlása után a francia hatóságok internáló táborba zárták. 1939 és 1947 között Kínában élt, ahol előbb a Vöröskeresztnél, utóbb az ENSZ Segélyezési és Újjáépítési Hivatalának irodájában dolgozott. 1947 októberében visszatért Magyarországra. 1947 decemberétől 1949 márciusáig az Országos Közegészségügyi Intézet (OKI) adjunktusa, 1949 márciusa és 1953 májusa között a Központi Statisztikai Hivatal egészségügyi főosztályvezetője volt. 1953–1955-ben az OKI tudományos kutatójaként, 1955–1957-ben az Egészségügyi Minisztérium statisztikai osztályának vezetőjeként működött. 1957-ben az Országos Reuma- és Fizioterápiás Intézet (ORFI) Belgyógyászati osztályának adjunktusa, 1958-tól a Budapesti Orvostudományi Egyetem II. számú Belgyógyászati Klinikáján az izotóplaboratórium vezetője volt. 1960-ban címzetes egyetemi tanári címet kapott. 1973 júliusától kinevezték a II. számú Belgyógyászati Klinika docensévé. Elsőként vezette be hazánkban a radiorenográfiát, a radiocirkulográfiás vizsgálatokat. Tagja volt a Korányi Társaságnak, a Magyar Belgyógyász Társaságnak és az Országos Atomenergia Bizottság Orvosi Alkalmazási Szakbizottságának. Kutatási eredményeit több mint félszáz közleményben és három könyvben tette közzé.
A Farkasréti temetőben nyugszik (7/11-1-29).

## Főbb művei
- Az egészségügyi statisztika alapjai (Budapest, 1952)
- Egészségügyi statisztika (Budapest, 1954)
- Radiorenogram (in: Belgyógyászati vesebajok, szerk. Gömöri P., Budapest, 1966)
- Radioaktív izotópok diagnosztikai alkalmazása (társszerzőkkel, Budapest, 1968)

## Díjai, elismerései
- Magyar Szabadság Érdemrend ezüst fokozata (1948)
- Zalka Máté Emlékérem (1956)
- Partizán Emlékérem
- Szocialista Hazáért Érdemérem